# Manuel J. Goyanes
Manuel José Goyanes Martínez (* 17. Juni 1913 in Madrid; † 7. März 1983 ebenda) war ein spanischer Filmproduzent.

## Leben und Wirken
Goyanes Martínez hatte Medizin studiert, ehe er 1934 zum Film stieß. Dort begann er sich mit diversen Hilfsjobs in der Produktion hochzuarbeiten. In den Folgejahren stieg Goyanes bis zum Posten eines Generaldirektors auf. In dieser Funktion diente er den Produktionsfirmen Cifesa, Ufilms, Aspa Films und Suevia Films.
1954 gründete er seine eigene Firma, die Guión P.C., und begann seine Tätigkeit als studiounabhängiger Filmproduzent. Zunächst stellte Goyanes eine Reihe von künstlerisch stark beachteten Inszenierungen Juan Antonio Bardems her. Diese drei Filme Der Tod eines Radfahrers, Hauptstraße und Die Rache wurden auch im Ausland mit wohlwollender Kritik bedacht. Mit Beginn der 60er Jahre änderte Goyanes die Firmenpolitik und konzentrierte sich auf die Herstellung sehr schlicht gestrickter Unterhaltungsstreifen, in denen seine Entdeckung, der Kinderstar Marisol, die Hauptrolle spielte.

## Filmografie
- 1939: La concentración de la Sección Femenina en Medina del Campo (Kurzdokumentarfilm)
- 1946: La pródiga
- 1953: La guerra de dios
- 1954: Der Tod eines Radfahrers
- 1956: Hauptstraße
- 1957: Die Rache
- 1960: Un rayo de luz
- 1961: Ein steiler Zahn (Ha llegado un ángel)
- 1962: Tómbola
- 1963: Marisol, rumbo a Río
- 1964: La nueva cenicienta
- 1964: Búsqueme a esta chica
- 1965: Cabriola
- 1966: Las cuatras bodas de Marisol